# Чэнь Гуаньтай
Чэнь Гуаньтай или Чань Куньтхай (соотв. севернокитайское и кантонское произношения имени; более известен как Чен Куан-Тай; кит. трад. 陳觀泰, ютпхин: can4 gun1 taai3, пиньинь: Chén Guāntài; род. 24 сентября 1945, Гуандун, Китай) — гонконгский актёр, снимающийся преимущественно в фильмах с боевыми искусствами. Больше всего известен по фильмам студии Shaw Brothers. Был одним из первых актёров студии, снимавшихся в фильмах с боевыми искусствами.

## Карьера
Впервые снялся на студии в фильме Китайский боксёр 1970 года, где исполнил небольшую роль.
Чэнь пробовал играть в драмах Чайный дом и его продолжении Большой брат Чэн режиссёра Куай Чихуна. Эти фильмы дали Чэню статус «разумного актёра». После участия в таких успешных фильмах как Вызов мастеров и Палачи из Шаолиня, снятых легендарным режиссёром Лю Цзяляном, Чэнь покинул студию.
После Shaw Brothers Чэнь снял свой фильм в 1977 году под названием Железная обезьяна, в котором также исполнил главную роль. Позже он вернулся на студию, снявшись в фильмах Хромые мстители Чжана Чэ, Молния кунг-фу Куай Чихуна и Мастер.
На сегодняшний день Чэнь снялся в более чем ста фильмах, около 80 из которых были сняты на Shaw Brothers. Он исполнил роль в фильме Уилсона Ипа Врата дракона и тигра и ремейке классики Кинга Ху The Valiant Ones New 2007 года. В 2012 году исполнил небольшую роль Золотого льва в фильме американского производства Железный кулак.

## Избранная фильмография
- Боец из Шантуна (1972) — Ма Юнчжэнь
- Речные заводи (1972) — Ши Цзинь
- Кровавые кулаки (1972) — Такэо Окамура
- Молодёжь (1972) — Хэ Тай
- Человек из железа (1972) — Чоу Ляньхуань
- Четыре всадника (1972) — Ли Вэйши
- Братья по крови (1973) — Хуан Цзун
- Железный телохранитель (1973) — Ван У
- Два героя (1974) — Хун Сигуань
- Дикая пятёрка (1974) — Ма Дао
- Люди из монастыря (1974) — Хун Сигуань
- Чайная (1974) — старший брат Чэн
- Пятеро крепких парней (1974) — У Вэньюань
- Летающая гильотина (1975) — Ма Тан
- Все мужчины — братья (1975) — Ши Цзинь
- Старший брат Чэн (1975) — старший брат Чэн
- Большое ограбление (1975) — Ма Жулун
- Кровавый побег (1975) — Гу Хуэй
- Армия семерых бойцов (1976) — Цзян Минкунь
- Вызов мастеров (1976) — Лу Ацай
- Палачи из Шаолиня (1977) — Хун Сигуань
- Железная Обезьяна (1977) — Железная Обезьяна
- Железная Обезьяна 2 (1978) — Холодная Голова
- Хромые мстители (1978) — Ду Тяньдао
- Король Шаолиня (1979) — Чхау Тхиньхан
- Большой босс Шанхая (1979) — Вон Чёньюн
- Молния кунг-фу (1980) — Лэн Тяньин
- Мастер (1980) — Кам Тхиньвань
- Рандеву со смертью (1980) — Золотой Жезл Гу Фэйтянь
- Амбициозная кунгфуистка (1981) — Чхёнь Ко
- Лампы из человеческой кожи (1982) — Тань Фу
- Маленькая Девушка-дракон (1983) — Го Цзин
- Опиум и мастер кунг-фу (1984) — Жун Фэн
- Возвращение незаконнорождённого меченосца (1984) — глава японского клана
- Чёртова дюжина из Шанхая (1984) — Шэнь Ганфу
- Сражаться до конца! (2010) — Дракон